# 650
650（六百五十、ろっぴゃくごじゅう）は自然数、また整数において、649の次で651の前の数である。

## 性質
- 650 は合成数で、約数は 1, 2, 5, 10, 13, 25, 26, 50, 65, 130, 325, 650 である。
  - 約数の和は1302。
    - 159番目の過剰数である。1つ前は648、次は654。
- 15番目の原始擬似完全数である。1つ前は572、次は748。
- 650 = 12 + 22 + 32 + 42 + 52 + 62 + 72 + 82 + 92 + 102 + 112 + 122
  - 12番目の四角錐数である。1つ前は506、次は819。
- 650 = 25 × 26
  - 25番目の矩形数である。1つ前は600、次は702。
  - 650 = 251 + 252 = 262 − 261
    - 25の自然数乗の和とみたとき1つ前は25、次は16275。
    - 650 = 54 + 52
      - n = 5 のときの n4 + n2 の値とみたとき1つ前は272、次は1332。(オンライン整数列大辞典の数列 A071253)

  - 650 = 2 + 4 + 6 + 8 + 10 + 12 + 14 + 16 + 18 + 20 + … + 44 + 46 + 48 + 50
- 650 = 2 × 52 × 13
  - 3つの異なる素因数の積で p2 × q × r の形で表せる47番目の数である。1つ前は644、次は666。(オンライン整数列大辞典の数列 A085987)
- 各位の和が11になる57番目の数である。1つ前は641、次は704。
- 650 = 52 + 252 = 112 + 232 = 172 + 192
  - 異なる2つの平方数の和で表せる193番目の数である。1つ前は641、次は653。(オンライン整数列大辞典の数列 A004431)
  - 2つの平方数の和3通りで表せる3番目の数である。1つ前は425、次は725。(オンライン整数列大辞典の数列 A025286)
- 650 = 32 + 42 + 252 = 52 + 72 + 242 = 52 + 152 + 202 = 82 + 152 + 192 = 92 + 132 + 202 = 132 + 152 + 162
  - 3つの平方数の和6通りで表せる30番目の数である。1つ前は649、次は657。(オンライン整数列大辞典の数列 A025326)
  - 異なる3つの平方数の和6通りで表せる16番目の数である。1つ前は641、次は665。(オンライン整数列大辞典の数列 A025344)
- 650 = 33 + 43 + 63 + 73
  - 4つの正の数の立方数の和で表せる173番目の数である。1つ前は649、次は653。(オンライン整数列大辞典の数列 A003327)
  - 異なる正の数の4つの立方数の和1通りで表せる36番目の数である。1つ前は646、次は665。(オンライン整数列大辞典の数列 A025408)
  - n = 3 のときの 3n + 4n + 6n + 7n の値とみたとき1つ前は110、次は4034。
  - 650 = (5+1/2)3 + (7+1/2)3 + (11+1/2)3 + (13+1/2)3

## その他 650 に関連すること
- 西暦650年。
- 650年代。
- BMW・6シリーズの車種の一つ、650i。
- 広島電鉄650形電車は広島電鉄の路面電車車両の一形式で、全車両が広島市への原子爆弾投下で被爆したことから「被爆電車」として知られている。